# Дрізд білогорлий
Дрізд білогорлий (Turdus assimilis) — вид горобцеподібних птахів родини дроздових (Turdidae). Мешкає в Мексиці і Центральній Америці. Раніше вважався конспецифічним з білосмугим і колумбійським дроздом. Виділяють низку підвидів.

## Опис
Довжина птаха становить 23 см. Верхня частина тіла темно-сіра або сірувато-коричнева. Горло смугасте, чорно-біле, окаймлене білим "коміром", груди світло-сірі або сірувато-коричневі. Навколо очей жовті кільця.

## Підвиди
Виділяють тринадцять підвидів:
- T. a. calliphthongus Moore, RT, 1937 — північно-західна Мексики;
- T. a. lygrus Oberholser, 1921 — центральна і південна Мексика;
- T. a. suttoni Phillips, AR, 1991 — східна Мексика;
- T. a. assimilis Cabanis, 1851 — центральна Мексика;
- T. a. leucauchen Sclater, PL, 1859 — карибські схили від південної Мексики до Коста-Рики;
- T. a. hondurensis Phillips, AR, 1991 — центральний Гондурас;
- T. a. benti Phillips, AR, 1991 — південно-західний Сальвадор;
- T. a. rubicundus (Dearborn, 1907) — південна Мексика, західна Гватемала і Сальвадор;
- T. a. atrotinctus Miller, W & Griscom, 1925 —східний Гондурас і північ Нікарагуа ;
- T. a. cnephosus (Bangs, 1902) — південно-західна Коста-Рика і західна Панама;
- T. a. campanicola Phillips, AR, 1991 — центральна Панама;
- T. a. croizati Phillips, AR, 1991 — півострів Асуеро (південна Панама);
- T. a. coibensis Eisenmann, 1950 — острів Коїба.

## Поширення і екологія
Світлочереві дрозди мешкають в Мексиці, Гватемалі, Белізі, Сальвадорі, Гондурасі, Нікарагуа, Коста-Риці і Панамі, бродячі птахи спострігалися в Техасі і Аризоні. Вони живуть у сухих і вологих тропічних лісах, в рідколіссях і чагарникових заростях. Зустрічаються на висоті до 3100 м над рівнем моря.